# Estación de Bembibre
Estación de Bembibre vasútállomás Spanyolországban, Bembibre településen.

## Vasútvonalak
Az állomást az alábbi vasútvonalak érintik:
- León-A Coruña-vasútvonal

## Kapcsolódó állomások
A vasútállomáshoz az alábbi állomások vannak a legközelebb:
- Estación de San Miguel de las Dueñas
- Estación de Torre del Bierzo